# سمحاق ركامي
السمحاق الركامي أو الركام السمحاقي أو القزع الركامي أو النَّمِر (بالإنجليزية: Cirrocumulus)‏، هي غيوم تتشكل على ارتفاع 5000 إلى 12 ألف متر (16000 إلى 39000 قدم)، تظهر بشكل نُدف صغيرة ومدورة وغالباً بصفوف طويلة، وهي عادةً بيضاء اللون، وعادة ما تتشكل فقط كجزء من مرحلة انتقالية قصيرة العمر داخل منطقة من السحب السمحاقية.